# Kling Klang录音室

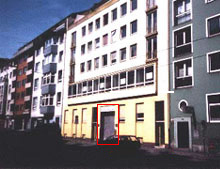
位于杜塞尔多夫的Kling Klang录音工作室原址

Kling Klang（亦写作Klingklang，德语中描述金属碰撞声的拟声词）是Kraftwerk乐队的私人录音室，名字取自Kraftwerk专辑《Kraftwerk 2》第一首曲子的曲名。

## 旧址概况
Kling Klang录音室于1970年在位于杜塞尔多夫工业区Mintropstrasse路16号的一个车间的空房间内成立，这也被Kraftwerk乐队成员视为乐队真正起步的标志。录音室所在的建筑外部以黄砖装饰，入口处则有一扇电动卷帘门，通向为车间建筑所包围的中央庭院。庭院右侧有一个装卸台，为居于上层楼的一家电器安装企业所使用；而庭院正中有个小小的前厅，走过前厅就可以到达录音室。主录音室有近6平方英尺大并完全隔音，毗邻的房间用于制作乐器（如），录音室的地下室则用于存放陈旧的乐器及其他设备。Kraftwerk乐队从未丢弃旧有设备，后来他们还曾使用旧设备来重制声音。

## 设备变迁
在录音室建成初期，Kraftwerk乐队制作专辑的流程与一般乐队有所不同：他们先用立体声磁带机与磁带录音机录音，而后在录制完成后把原带送到商业录音室进行最后的混音处理，如此以求能自行制作专辑——而非如其他乐队般在商业录音室完成所有录音工作。当时他们所使用的扩音设备（如胶合板制低音喇叭和铝铸中音喇叭）皆为自制；而由于直至1971年Kraftwerk乐队仍无鼓手，因而乐队还购买了一个廉价的鼓机代替鼓手，并搭配对混杂有回音的声音进行处理与过滤的操作来以之录制第二章专辑的节奏轨。制作第三张专辑时，乐队第一次为录音室购置了两台商业合成器（型号分别是Minimoog与EMS Synthi AKS），同时购置了一台型号为Echolette Tape Echo的磁带回声机。Wolfgang Flur即是在那时加入乐队的，他主要负责使用乐队自制的电子鼓系统，但在他第一次来到录音室时，录音室内还另有一套小号原声套鼓。在Karl Bartos加入乐队后，乐队四人设计了更多器材，甚至还聘请了一位全职工程师负责设计协助与器件购买 。
在1976年间，Kraftwerk在Kling Klang录音室开始录制专辑《Trans Europa Express》，为此Hütter与Schneider委托波恩的合成器公司Matten & Wiechers设计制造两台“Synthanorma”（32步音序器），以求以之控制乐队的Minimoog合成器以产生有节奏的声音。
录音室一开始并没有正式名称，直到1973年乐队才将其正式命名为“Kling Klang”。自此以后，乐队成员便将自己视为“音乐工作者”，每日有8～10小时在录音室度过，而此间的主要工作即是设计一套完整的便携录音室套装，包括舞台的背幕、帐幕、照明设备及立体声扩音系统。为了能在巡演时快速拆装所需器材，乐队还设计了一台19寸的便携式机架，并以自制的束线装置将之与其他设备相连接。Kraftwerk乐队为了后来的“Computer World”巡演花了三年来设计这一套便携式系统，并以之替代了“混乱的”旧有系统。比起旧有的系统，新的便携式套件运输更加方便，且以之可在两个小时内搭建起临时录音室。乐队成员也设计了Kling Klang 12k扩音系统使之比原有设备更为轻便，而外观也更能与灰色的机架相协调。

## 录音室搬迁
在2007年9月，Neuss Grevenbroicher Zeitung报道称，Ralf Hütter在离杜塞尔多夫约10公里的梅尔布施-Osterrath新规划的商业地产开发区Mollsfeld购置了一块地产以建立新录音室，以使Kraftwerk的录音、商业与管理活动都能在同一处进行 。录音室的搬迁工作直至2009年中才完成，新的录音室中还专门辟出一块区域用于音乐会的排练。

## 杂项
从1975年起，Kraftwerk开始在自有厂牌“Kling Klang Schallplatten”的名下发布唱片，而后一贯如此，并多将厂牌名标为“Kling Klang Produkt”或“Klingklang”。EMI与华纳音乐集团及其下属公司则负责在各地区发布与销售Kraftwerk乐队的唱片。Kling Klang Music与No Hassle Music两家公司则在美国短暂存在，并与美国作曲家、作家和发行商协会相关联。2009年，乐队与Sony/ATV Music Publishing签订了全球代理发行协定。
另外，Kraftwerk也以“Kling Klang消费品有限公司（德語：Kling Klang Konsumprodukt GmbH）“的名义销售乐队的相关商品，包括各种纪念品。